# Désentrelacement
Le terme désentrelacement désigne le procédé qui consiste à convertir un signal vidéo entrelacé en signal vidéo progressif, généralement pour l'afficher sur un écran ou vidéoprojecteur compatible avec ce mode. Cette opération peut être réalisée pour un signal vidéo analogique ou un signal vidéo numérique.

## Principes techniques

Animation schématisée du principe de balayage entrelacé.

Animation schématisée du principe de balayage progressif.

En mode entrelacé, chaque image vidéo exploite successivement et alternativement, deux trames, composée des lignes paires et impaires de l'image. Le signal vidéo est composé de trames impaires et paires se succédant. Transmises séparément, les trames sont perçue par le cerveau humain à des temps différents, procurant l'illusion d'une vidéo dont la cadence d'image serait doublée, donc plus fluide et plus qualitative à observer. L'affichage de type progressif affiche chaque image complète en une seule fois.
Sur un moniteur à balayage progressif compatible, une source vidéo entrelacée native, sans conversion, produit deux trames successives combinées, pour former une seule image affichée au même instant, bien qu'elles aient été produites à des moments différents. L'écran affiche alors les lignes appartenant à deux images successives et non à la même image, ce qui génère le plus souvent certains artéfacts s'apparentant à du moirage et une certaine vibration verticale de l'image.
Le convertisseur permet de résoudre ces inconvénients en procédant soit grâce à un équipement électronique, en anglais dite solution « hardware », soit par le biais d'une application logicielle vidéo spécialisée ou dite en anglais, solution « software ».
Dans certains cas, un phénomène visuel de type papillotement ou scintillement peut être perceptible sur un écran, avec un téléviseur ou avec un vidéoprojecteur.

## Méthodes de désentrelacement
Chaque méthode de désentrelacement présente ses propres avantages et inconvénients.
Tissage, en anglais weaving
Cette méthode consiste à afficher l'image native sans la traiter, en ajoutant une trame impaire à chaque trame paire pour combiner et afficher à la fois les deux trames. Lorsque cette méthode est utilisée sur une image produite et diffusée ou affichée en mode entrelacé, elle génère des « dents de scie », des effets de « store vénitien » et a pour autre inconvénient, de diviser par deux, la fluidité subjective de l'image. Toutefois, cette méthode est optimale lorsqu'elle exploite une source vidéo native au mode progressif mais diffusée ou affichée au mode entrelacé — par exemple un film de cinéma, diffusé à la télévision — car elle préserve la résolution verticale de l'image (cf. télécinéma inverse).
Mélange (blending)
- Cette méthode consiste à appliquer un floutage vertical à l'image obtenue avec la méthode précédente afin de masquer la structure des trames et les artéfacts engendrés par cette méthode.
- Cette méthode efface les artéfacts produits par la méthode weave mais produit un effet « fantomatique » — c'est-à-dire que les objets en mouvements sont dédoublés — dans la mesure où elle consiste à assembler deux images décalées dans le temps. Comme la méthode précédente, elle réduit également la fluidité.
- Utilisée sur une image d'origine progressive, elle en dégrade la résolution verticale inutilement.
- Cette méthode est très peu utilisée dans les équipements grands publics, et est essentiellement utilisée pour les films de cinéma tournés avec des caméras entrelacées.

Désentrelacement intra-trame
- Étant donné une trame, cette méthode consiste à reconstituer les lignes manquantes par interpolation afin d'obtenir une image complète. Selon l'algorithme utilisé, la qualité d'image résultante sera plus ou moins acceptable : certains algorithmes se contentent de doubler chaque ligne (line doubling), certains utilisent une interpolation linéaire ou cubique, d'autres enfin essaient de détecter les structures de l'image afin de tenir compte des diagonales.
- Cette méthode existe en deux variantes. L'une conserve la fréquence d'image au détriment de la fluidité (c’est-à-dire 25 images, soit 50 trames, sont utilisées pour n'obtenir que 25 images), l'autre double la fréquence d'image en reconstituant une image par trame, et permet ainsi de conserver la fluidité d'image : on appelle cette méthode bob ou bobbing.
- Cette méthode dégrade sensiblement la résolution verticale de l'image. Les variantes bob permettent par contre de conserver la fluidité de l'image entrelacée d'origine.

Désentrelacement adaptatif ou désentrelacement intelligent (smart bob / motion adaptative deinterlacing)
- Cette méthode est en réalité une combinaison des méthodes weave et bob et fait appel à des algorithmes d'analyse d'image : quand cela est possible, autrement dit quand cela ne génère pas d'artefacts, l'image est recombinée selon la méthode weave ; par contre, dans les endroits de l'image où des artéfacts seraient présents, on utilise alors la méthode bob.
- Cette méthode permet donc de récupérer la résolution verticale maximale dans les zones statiques de l'image tout en gardant la fluidité d'origine. Utilisée sur des images progressives, elle conserve en théorie la résolution d'origine. C'est la méthode la plus utilisée par les équipements grands publics.
- Une variante existe qui combine cette fois les méthodes weave et blend : le smart blending. Tout comme le blend simple, elle est surtout utilisée par le cinéma numérique.

Désentrelacement par compensation de mouvement (motion compensation)
- La plus perfectionnée de toutes les techniques, elle consiste à évaluer le mouvement des éléments de l'image entre deux champs successifs (parfois plus), et de se servir de ces informations pour reconstituer les lignes manquantes.
- Cette méthode permet de conserver à la fois fluidité et résolution, même dans les zones mobiles. Elle est cependant compliquée à mettre en œuvre et est donc réservée aux équipements haut de gamme.

## Télécinéma inverse
Appelé aussi Inverse Telecine, IVTC, 3:2/2:2 pulldown removal, le télécinéma inverse est un problème lié au désentrelacement mais qui fait appel à des solutions différentes.
Le but est d'afficher dans les meilleures conditions possibles un film diffusé à la télévision. Un film étant par définition constitué d'images progressives, il n'y a pas besoin de le désentrelacer. Cependant, un simple weave ne suffit pas ; il faut en effet vérifier que les deux trames appartiennent bien à la même image (la première trame pourrait se combiner avec la trame qui la précède et la deuxième avec celle qui la suit).
De plus, lorsqu'un film est diffusé dans les systèmes à 60 Hz entrelacés, certaines trames sont répétées afin de maintenir la cadence d'origine. Il est donc important de détecter ces répétitions afin de restaurer les images d'origines.